# John Rope
Pour les articles homonymes, voir Rope.
John Rope, né Tlodilhil  vers 1855 ou 1863 en Arizona et mort le 8 août 1944, est un chef de clan de la tribu des apaches de White Mountain.
Éclaireur et interprète pour le général George Crook lors des guerres apaches, il est le premier éclaireur apache à recevoir la Medal of Honor et à être enterré avec les honneurs militaires.
Il était le frère adoptif du chasseur de primes Mickey Free.